# Jesuanismo
El jesuanismo, también llamado jesuismo, es el conjunto de doctrinas que Jesús de Nazaret predicó en su vida (canónica), en distinción con las enseñanzas posteriores a partir de la separación del cristianismo primitivo y el judaísmo rabínico. En particular, el término se contrasta a menudo con el paulismo y la proto-ortodoxia. Predecesores de los judeocristianos, a sus seguidores se les conoció como jesuanos, y fueron una secta del judaísmo del Segundo Templo fundada por el Ministerio de Jesús.

## Etimología
El término Jesuismo fue acuñado a finales del siglo XIX. Se deriva de Jesús (Jesús de Nazaret) + -ismo (sufijo inglés, una característica o sistema de creencias, del francés -isme, latín -ismus, griego -ismos).

## Historia de uso

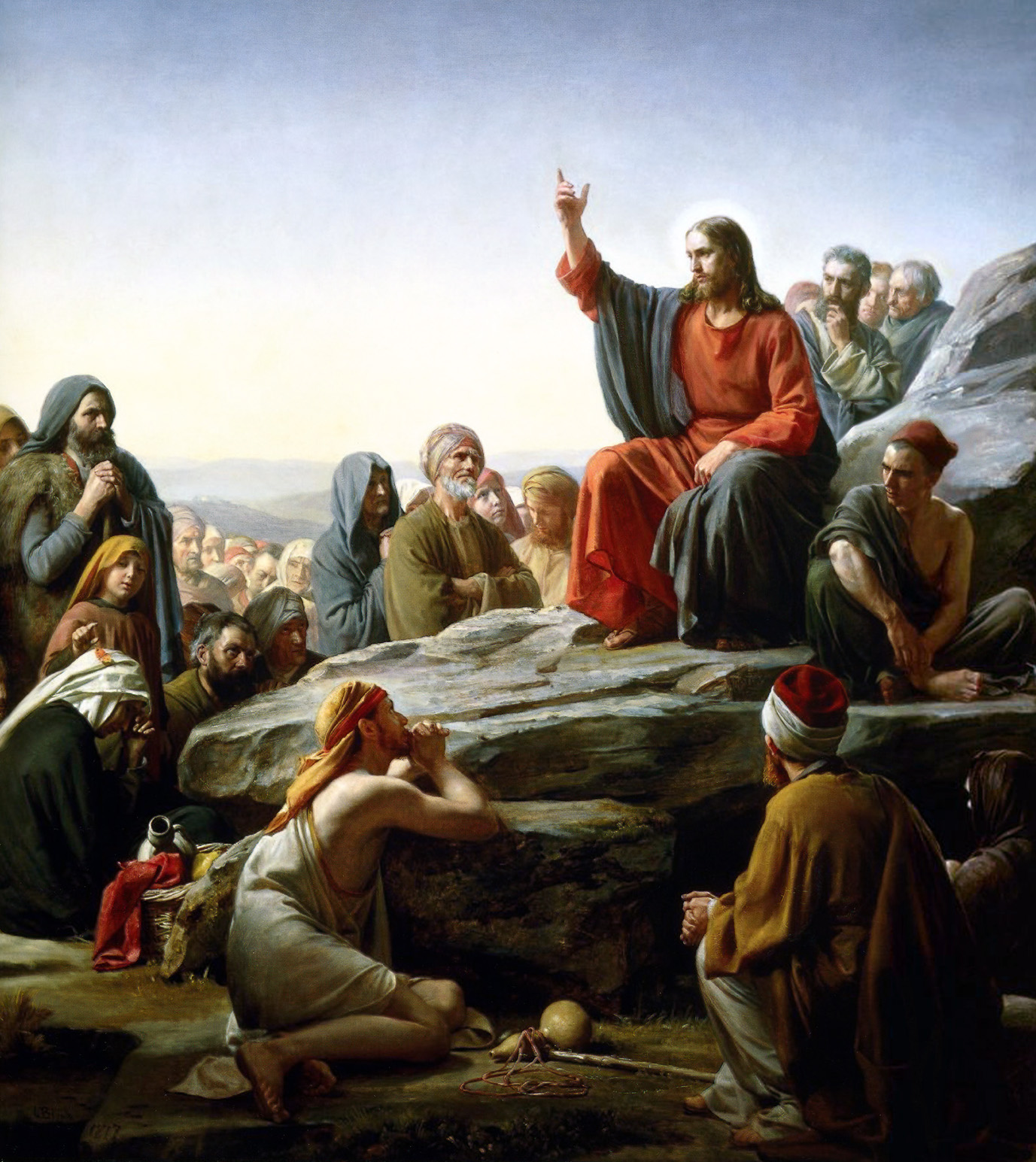
La interpretación de Carl Heinrich Bloch del Sermón de la Montaña de Jesús, que es fundamental para la filosofía del Jesuanismo.

En 1878, el librepensador y ex-Shaker D. M. Bennett escribió que el "jesuanismo", a diferencia del "paulismo", era el evangelio enseñado por Pedro, Juan y Santiago, y la doctrina mesiánica de una nueva secta judía. En 1894, el patólogo y ateo estadounidense Frank Seaver Billings definió el "Jesusismo" como el "Cristianismo de los Evangelios" y una filosofía que "puede atribuirse directamente a las enseñanzas de Jesús el Nazareno". En 1909, el periódico adventista Signs of the Times publicó un número titulado "Modern Christianity Not Jesusism", en el que se plantea la cuestión: "El cristianismo de hoy no es el antiguo cristianismo original. No es jesuismo, porque no es la religión que Jesús predicó. ¿No es hora de hacer del cristianismo la religión que Él predicó personalmente y que Él practicó personalmente?" El teólogo de Harvard Bouck White, en 1911, también definió el "Jesusismo" como "la religión que Jesús predicó". Lord Ernest Hamilton en 1912 escribió que el "Jesuismo" era simplemente amarse unos a otros y amar a Dios. La filosofía del Jesusismo fue descrita en el libro The Naked Truth of Jesusism from Oriental Manuscripts, escrito por el teólogo Lyman Fairbanks George en 1914, como sigue:
Es restaurar los dichos de Jesús a su pureza original.
Es erradicar de los Evangelios las interpolaciones de la Edad Media.
Se trata de relatar los conceptos erróneos revelados por la investigación arqueológica reciente.
Es presentar a Jesús desde un punto de vista económico.
Es para romper el hechizo espectral de la Credulidad Cósmica.
Es para hacer sonar la campana del cisma a través del jesuismo.
El teólogo ortodoxo Sergei Bulgakov señaló además en 1935 que "la concentración de la piedad sólo en Cristo se ha convertido en una desviación ya conocida por un término especial como Jesuanismo". El influyente teólogo católico Karl Rahner se refirió al "jesuismo" como un enfoque en la vida de Jesús e intenta imitar su vida, en oposición a un enfoque en Dios o en la Iglesia cristiana. El profesor de la Universidad de Melbourne Lindsay Falvey señaló en 2009 que "la historia evangélica difiere tanto de la doctrina de la Iglesia que bien podría ser de una religión diferente: el jesuanismo". El jesuismo se convirtió en el tema de una creciente discusión académica después de su referencia por el neurobiólogo y filósofo de la Universidad de Duke Owen Flanagan en su libro The Really Hard Problem: Meaning in a Material World (El Problema Realmente Difícil: Significado en un Mundo Material) de 2007. Flanagan define el jesuanismo como el "mensaje" de Jesús y señala que él "lo llama 'jesuanismo' porque la mayoría de las iglesias cristianas no respaldan el mensaje de Jesús con veracidad". Flanagan caracterizó al Jesuanismo como una filosofía naturalista y racionalista, rechazando el conflicto entre fe y ciencia. Rodney Stenning Edgecombe, profesor de la Universidad de Ciudad del Cabo, en un ensayo de 2009 titulado Communication Across the Social Divide (Comunicación a través de la división social) señala cómo el cristianismo se alejó del jesuanismo; los principios morales que predicaba Jesús. Los términos jesuismo, jesuismo y jesuanismo también son referenciados popularmente en blogs religiosos y grupos de Internet.

## Creencias, prácticas y adherentes
No hay un significado definitivo del Jesuanismo y por lo tanto no hay una ideología o doctrina clara. Varios grupos utilizan los términos jesuismo o jesuanismo. Estos incluyen a los cristianos desencantados que son críticos de la religión institucional o del cristianismo paulino también conocidos como Cristianos Postestructurales, a las personas que se identifican como discípulos de Jesús en lugar de cristianos, a los ateos cristianos que aceptan las enseñanzas de Jesús pero no creen en Dios, y a los ateos que son críticos de todas las religiones, incluyendo el jesuismo. Los adherentes pueden ser llamados jesuitas, jesuanos o jesusistas.